# Copa Presidente FEF 1940
La Copa Presidente FEF 1940, anche chiamata Coppa di Consolazione di Segunda División o Torneo dei Vice-campioni fu la prima edizione della Coppa Presidente FEF. La competizione fu giocata da cinque squadre arrivate seconde nei cinque gironi della Segunda División 1939-1940. La squadra vincitrice fu il Malacitano.

## Squadre partecipanti
- Osasuna - secondo nel gruppo II nella Segunda División 1939-1940.
- Sabadell - secondo nel gruppo III nella Segunda División 1939-1940.
- Ferroviaria - secondo nel gruppo IV nella Segunda División 1939-1940.
- Granada - secondo nel gruppo V nella Segunda División 1939-1940.
- Malacitano[1] - terzo nel gruppo V nella Segunda División 1939-1940.

## Gruppo
| Squadra     | P.ti | G | V | N | P |
| ----------- | ---- | - | - | - | - |
| Malacitano  | 14   | 8 | 6 | 2 | 0 |
| Osasuna     | 13   | 8 | 5 | 1 | 1 |
| Sabadell    | 6    | 8 | 2 | 2 | 4 |
| Ferroviaria | 4    | 8 | 2 | 0 | 6 |
| Granada     | 3    | 8 | 1 | 1 | 6 |